# Omgangslærer
En omgangslærer eller vandrelærer var en lærer, der drog fra sted til sted i tyndt befolkede områder for at meddele nødtørftig undervisning. Vandrelærere kendes i dansk sammenhæng især fra perioden efter 1864 i  Slesvig.

## Slesvig
De første danske vandrelærerer i Slesvig eller Sønderjylland begyndte deres virke efter krigen i 1864 og Slesvigs overgang til den preussiske stat. Især efter indførelsen af tysk som eneste undervisningssprog i 1888 forøgede behovet for vandrelærernes virke. Hjemmeundervisning ved hjælp af vandrelærere var ofte den eneste mulighed for at bevare undervisning i dansk sprog og kultur. De preussiske myndigheder forsøgte dog at forhindre dansk hjemmeundervisning ved forbud og forfølgelse. Efter 1920 fortsatte vandrelærerne deres aktiviteter syd for den nye grænse, især i områder hvor der ikke var mulighed for dansk skolegang. Den sidste danske vandrelærer i Sydslesvig indstillede sit virke i 1990’erne. 